# Hadjina cupreipennis
Hadjina cupreipennis là một loài bướm đêm trong họ Noctuidae.